# Campeonato Goiano de Futebol Feminino
O Campeonato Goiano de Futebol Feminino foi realizado pela primeira vez em 1983, com a organização da Divisão Feminina de Futebol de Campo. Atualmente é organizado pela Federação Goiana de Futebol sendo que o Aliança Futebol Clube é o clube com maior número de conquistas, totalizando 14 títulos. O time mais bem colocado no estadual que não possua divisão nacional terá direito a vaga no Campeonato Brasileiro Feminino – Série A3.

## Campeões
| Edição | Ano     | Campeão                           | Vice-campeão                  | Terceiro colocado         | Quarto colocado                     |
| ------ | ------- | --------------------------------- | ----------------------------- | ------------------------- | ----------------------------------- |
| 1ª     | 1983    | Ponto Frio (Goiânia) (1)          |                               |                           |                                     |
| 2ª     | 1984    | Ponto Frio (Goiânia) (2)          |                               |                           |                                     |
| 3ª     | 1990    | Atlético Goianiense (Goiânia) (1) |                               |                           |                                     |
| 4ª     | 1991    | Atlético Goianiense (Goiânia) (2) |                               |                           |                                     |
| 5ª     | 1992    | Atlético Goianiense (Goiânia) (3) | Goiânia (Goiânia)             |                           |                                     |
| 6ª     | 1993    | Atlético Goianiense (Goiânia) (4) |                               |                           |                                     |
| 7ª     | 1994    | Aliança (Goiânia) (1)             | Goiânia (Goiânia)             |                           |                                     |
| 8ª     | 1995    | Aliança (Goiânia) (2)             | Campineira (Goiânia)          |                           |                                     |
| 9ª     | 1996    | Aliança (Goiânia) (3)             | Goiânia (Goiânia)             |                           |                                     |
| 10ª    | 1997    | Goiânia (Goiânia) (1)             | Aliança (Goiânia)             |                           |                                     |
| 11ª    | 1998    | Aliança (Goiânia) (4)             | Goiânia (Goiânia)             |                           |                                     |
| 12ª    | 1999    | Aliança (Goiânia) (5)             | Goiânia (Goiânia)             |                           |                                     |
| 13ª    | 2000    | Aliança (Goiânia) (6)             | Goiânia (Goiânia)             |                           |                                     |
| 14ª    | 2001    | Goiânia (Goiânia) (2)             | Aliança (Goiânia)             | Cruzeiro do Sul (Goiânia) | Campineira (Goiânia)                |
| 15ª    | 2002    | Goiânia (Goiânia) (3)             |                               |                           |                                     |
| 16ª    | 2003    | Goiânia (Goiânia) (4)             | Aliança (Goiânia)             |                           |                                     |
| 17ª    | 2004    | Aliança (Goiânia) (7)             | Goiânia (Goiânia)             |                           |                                     |
| 18ª    | 2006    | Aliança (Goiânia) (8)             | Goiânia (Goiânia)             |                           |                                     |
| 19ª    | 2008    | Aliança (Goiânia) (9)             | Goiânia (Goiânia)             | TC (Goiatuba)             | Oliveira Jovem (Senador Canedo)     |
| 20ª    | 2009    | Aliança (Goiânia) (10)            | Goiânia (Goiânia)             | Itumbiara (Itumbiara)     |                                     |
| 21ª    | 2010    | Aliança (Goiânia) (11)            | Goiânia (Goiânia)             | Jardim América (Goiânia)  | Aparecidense (Aparecida de Goiânia) |
| 22ª    | 2011    | Atletas de Jesus (Goiânia) (1)    | Aliança (Goiânia)             | Goiânia (Goiânia)         | CRAC (Catalão)                      |
| 23ª    | 2012    | Clube Jaó (Goiânia) (1)           | Goiânia (Goiânia)             | Aliança (Goiânia)         | CRAC (Catalão)                      |
| 24ª    | 2013-I  | Clube Jaó (Goiânia) (2)           | Aliança (Goiânia)             | Goiânia (Goiânia)         | Iporá (Iporá)                       |
| 25ª    | 2013-II | Clube Jaó (Goiânia) (3)           | Goiânia (Goiânia)             | Aliança (Goiânia)         |                                     |
| 26ª    | 2014    | Aliança (Goiânia) (12)            | Clube Jaó (Goiânia)           | Goiânia (Goiânia)         |                                     |
| 27ª    | 2015    | Aliança (Goiânia) (13)            | Campinas (Goiânia)            | Clube Jaó (Goiânia)       |                                     |
| 28ª    | 2017    | Clube Jaó (Goiânia) (4)           | Aliança (Goiânia)             | Campineira (Goiânia)      |                                     |
| 29ª    | 2018    | Aliança (Goiânia) (14)            | Clube Jaó (Goiânia)           | Campineira (Goiânia)      |                                     |
| 30ª    | 2019    | Goiás (Goiânia) (1)               | Aliança (Goiânia)             | Anhanguera (Anápolis)     | Independente (Rio Verde)            |
| 31ª    | 2021    | Vila Nova (Goiânia) (1)           | Aliança (Goiânia)             | Atletas de Jesus          |                                     |
| 32ª    | 2022    | Aliança/Goiás (Goiânia) (15)      | Atletas de Jesus (Goiânia)    | Vila Nova (Goiânia)       | Morrinhos (Morrinhos)               |
| 33ª    | 2023    | Aliança/Goiás (Goiânia) (16)      | Vila Nova (Goiânia)           | Flugoiania (Goiânia)      | Vasco de Itaberaí (Itaberaí)        |
| 34ª    | 2024    | Vila Nova (Goiânia) (2)           | Atlético Goianiense (Goiânia) | Aliança (Goiânia)         | Flugoiania (Goiânia)                |

## Títulos

### Títulos por clubes
| Clube                         | Campeão | Anos dos Títulos                                                                               | Vice | Anos dos Vices                                                                  |
| ----------------------------- | ------- | ---------------------------------------------------------------------------------------------- | ---- | ------------------------------------------------------------------------------- |
| Aliança (Goiânia)             | 16      | 1994, 1995, 1996, 1998, 1999, 2000, 2004, 2006, 2008, 2009, 2010, 2014, 2015, 2018, 2022, 2023 | 8    | 1997, 2001, 2003, 2011, 2013-I, 2017, 2019, 2021                                |
| Goiânia (Goiânia)             | 4       | 1997, 2001, 2002, 2003                                                                         | 13   | 1992, 1994, 1996, 1998, 1999, 2000, 2004, 2006, 2008, 2009, 2010, 2012, 2013-II |
| Clube Jaó (Goiânia)           | 4       | 2012, 2013-I, 2013-II, 2017                                                                    | 2    | 2014, 2018                                                                      |
| Atlético Goianiense (Goiânia) | 4       | 1990, 1991, 1992, 1993                                                                         | 1    | 2024                                                                            |
| Vila Nova (Goiânia)           | 2       | 2021, 2024                                                                                     | 1    | 2023                                                                            |
| Ponto Frio (Goiânia)          | 2       | 1983, 1984                                                                                     |      | Sem informações                                                                 |
| Atletas de Jesus (Goiânia)    | 1       | 2011                                                                                           | 1    | 2022                                                                            |
| Goiás (Goiânia)               | 1       | 2019                                                                                           | 0    |                                                                                 |
| Campineira (Goiânia)          | 0       |                                                                                                | 1    | 1995                                                                            |
| Campinas (Goiânia)            | 0       |                                                                                                | 1    | 2015                                                                            |

### Títulos por cidade
| Cidade  | Títulos | Vices  |
| ------- | ------- | ------ |
| Goiânia | 34 (8)  | 28 (8) |

### Campeões invictos
| Sete vezes - Aliança — 2008, 2009, 2010, 2014, 2018, 2022, 2023 Uma vez - Goiânia - 2001 - Clube Jaó - 2017 Pentacampeonatos - Aliança - 1 vez (2004-06-08-09-10) Tetracampeonatos - Atlético - 1 vez (1990-91-92-93) Tricampeonatos - Aliança - 2 vezes (1994-95-96), (1998-99-00) - Goiânia - 1 vez (2001-02-03) - Clube Jaó - 1 vez (2012-13-13) Bicampeonatos - Aliança - 2 vezes (2014-15), (2022-23) - Ponto Frio - 1 vez (1983-84) | Década de 1980 Ponto Frio, com 2 títulos (1983-84) Década de 1990 Aliança, com 5 títulos (1994-95-96-98-99) Década de 2000 Aliança, com 5 títulos (2000-04-06-08-09) Década de 2010 Aliança e Clube Jaó, com 4 títulos (2010-14-15-18 e 2012-13-13-17, respectivamente) |

## Artilheiras
| Ano     | Artilheira                          | Clube               | Gols |
| ------- | ----------------------------------- | ------------------- | ---- |
| 2003    | Katiúscia Duarte Gonçalves          | Goiânia (Goiânia)   | 7    |
| 2004    | Katiúscia Duarte Gonçalves          | Goiânia (Goiânia)   | 20   |
| 2006    | Cíntia de Oliveira                  | Aliança (Goiânia)   | 9    |
| 2008    | Janaína de Aquino Europeu           | Aliança (Goiânia)   | 9    |
| 2009    | Gleyciane Fernanda Fonseca Portilho | Aliança (Goiânia)   | 9    |
| 2010    | Katiúscia Duarte Gonçalves          | Goiânia (Goiânia)   | 6    |
| 2011    | Gleyciane Fernanda Fonseca Portilho | Aliança (Goiânia)   | 12   |
| 2012    | Samara Chaves dos Santos Guimarães  | Goiânia (Goiânia)   | 8    |
| 2013-I  | Ana Paula Silva Santos              | Clube Jaó (Goiânia) | 20   |
| 2013-II | Ana Paula Silva Santos              | Clube Jaó (Goiânia) | 3    |
| 2013-II | Samara Chaves dos Santos Guimarães  | Goiânia (Goiânia)   | 3    |
| 2013-II | Nayara Pereira da Silva             | Goiânia (Goiânia)   | 3    |
| 2014    | Nayara Pereira da Silva             | Aliança (Goiânia)   | 6    |
| 2015    | Vanessa Lorrane Vieira Machado      | Aliança (Goiânia)   | 7    |
| 2017    | Vanessa Lorrane Vieira Machado      | Aliança (Goiânia)   | 7    |
| 2018    | Alane Barbosa Freitas Silva         | Aliança (Goiânia)   | 9    |
| 2019    | Samara Chaves dos Santos Guimarães  | Goiás (Goiânia)     | 8    |
| 2019    | Lorraine Caixeta Miranda            | Goiás (Goiânia)     | 8    |
| 2021    | Samara Chaves dos Santos Guimarães  | Vila Nova (Goiânia) | 5    |
| 2022    | Thais Lane Angélica dos Santos      | Vila Nova (Goiânia) | 12   |
| 2023    | Naytielle Costa Correia             | Aliança (Goiânia)   | 27   |
| 2024    | Naytielle Costa Correia             | Vila Nova (Goiânia) | 22   |